# Ulrike Denk
Ulrike Denk (* 10. Mai 1964 in Köln) ist eine ehemalige deutsche Hürdenläuferin, die sich auf die 100-Meter-Distanz spezialisiert hatte.

## Karriere
Am 19. September 1983 stellte Ulrike Denk mit einer Zeit von 8,06 s in Dortmund einen neuen U20-Weltrekord über im 60-Meter-Hürdenlauf in der Halle auf. Der Rekord wurde erst am 18. Februar 2017 in Toruń von der Polin Klaudia Siciarz mit 8,00 s unterboten. Durch diesen Rekord qualifizierte sie sich für Halleneuropameisterschaften 1983 in Budapest. Über die 60 Meter Hürden wurde sie Fünfte und erreichte bei den Weltmeisterschaften in Helsinki das Halbfinale. Im Jahr darauf folgte einem weiteren fünften Platz über 60 Meter Hürden bei den Halleneuropameisterschaften in Göteborg ein siebter Rang bei den Olympischen Spielen in Los Angeles. Bei den Halleneuropameisterschaften 1985 in Piräus wurde sie abermals Fünfte, bei den Halleneuropameisterschaften 1986 in Madrid Vierte.
Dreimal wurde sie Deutsche Meisterin (1983–1985) und zweimal Vizemeisterin (1987, 1988). In der Halle holte sie viermal den Titel über 60 Meter Hürden (1983, 1985, 1986, 1988) und wurde einmal Vizemeisterin (1984).
Ulrike Denk startete bis 1984 für den ASV Köln, danach für den SV Bayer 04 Leverkusen.

## Persönliche Bestzeiten

### Freiluft
- 100-Meter-Hürdenlauf: 12,84 s am 3. August 1985 in  Stuttgart

### Halle
- 60-Meter-Hürdenlauf: 7,91 s am 22. Februar 1986 in  Madrid